# Ресту, Жан-Бернар
Жан-Бернар Ресту, или Рету (фр. Jean-Bernard Restout; 22 февраля 1732, Париж — 18 июля 1797, там же) — французский живописец и гравёр, мастер офорта.

## Биография
Жан-Бернар был одним из представителей славной французской семьи художников. Сын живописца Жана Ресту Второго, внук художника Жана Ресту Первого, родственник ещё нескольких живописцев с такой же фамилией. Учился у отца, а также у рисовальщика-пастелиста Мориса Кантена де Латура. В 1758 году получил Римскую премию за картину «Авраам, ведущий своего сына Исаака на заклание», затем с 1761 по 1765 год жил и работал в Италии, в Риме.
В 1765 году художник вернулся во Францию и в 1769 году стал членом Королевской академии живописи и скульптуры по представлении картины «Филемон и Бавкида оказывают гостеприимство Юпитеру и Меркурию». Он был также членом Руанской академии искусств.
Ресту не примыкал ни к стилю рококо, ни к движению неоклассицизма, а избрал «срединную позицию». Большой друг его отца, художник Морис Кантен де Латур обучил его технике рисунка пастелью, о чём он упоминает в своем первом завещании от ноября 1768 года.
В 1766 году Жан-Бернар Ресту написал четыре десюдепорта на тему «Четыре времени года» для игровой комнаты дворца Бельвю (Национальный музей Версальского дворца и Трианона). Творчество Ресту вызывало противоречивые оценки.
Дени Дидро в своих «Салонах» за 1771 год высказал суровое суждение: «Имя Рету, мой друг, всегда готовит нас к грандиозным картинам, так уж издавна повелось у художников этой семьи… Юпитер у Филемона и Бавкиды — слабо по цвету, не интересно, не гармонично. Меркурий ужасен, у Юпитера кургузое туловище и худые, детские руки; вид слишком уж суровый. Меркурий недоработан. Фон плох».
Художественный критик «Энциклопедического журнала», напротив, писал, что "Ресту удалось сделать эту сцену новой благодаря удачному расположению персонажей. Его Юпитер обладает благородством… ".
С 1767 по 1771 год Ресту регулярно выставлял свои произведения в Парижском салоне. Однако в 1771 году у него возник конфликт с членами Королевской академии, он не был избран адъюнкт-профессором, поскольку в том же году представил в салоне картину «Принесение младенца Иисуса в Иерусалимский храм», которая шокировала жюри. В декабре 1789 года Ресту выступил с гневной речью против Академии за «свободу гения» и роспуск этого учреждения. После этого он покинул Академию, и вплоть до 1791 года не выставлял свои картины и рисунки. Во время Французской революции Ресту стал президентом «Коммуны искусств» (Commune des Arts), и, вместе с её основателем Жаком Луи Давидом, выступал за расформирование Королевской академии живописи и скульптуры.
Вначале карьера Ресту при новом правительстве складывалась успешно. Он был назначен хранителем конфискованного королевского дворца Дворца Морского министерства и хранящихся там произведений искусства. Но вскоре во дворце произошла кража, и Ресту был заподозрен в соучастии. Его покровитель, революционный политик-жирондист Ролан де Ла Платьер вынужден был скрываться, и в итоге покончил жизнь самоубийством, а сам Ресту два года провёл в тюрьме, откуда был выпущен только после Термидорианского переворота.
Тюремное заключение подорвало здоровье Ресту, кроме того, его живописный стиль стал выходить из моды. Через несколько лет после освобождения он скончался. Каталог его произведений насчитывает около 150 картин, а также рисунки, пастели и гравюры.

## Галерея

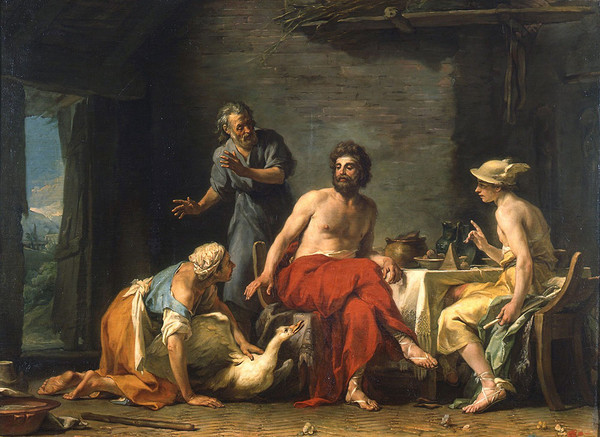
Филемон и Бавкида оказывают гостеприимство Юпитеру и Меркурию. 1769. Музей изящных искусств, Тур Франция
Сон. Ок. 1771. Холст, масло. Музей искусств, Кливленд, США
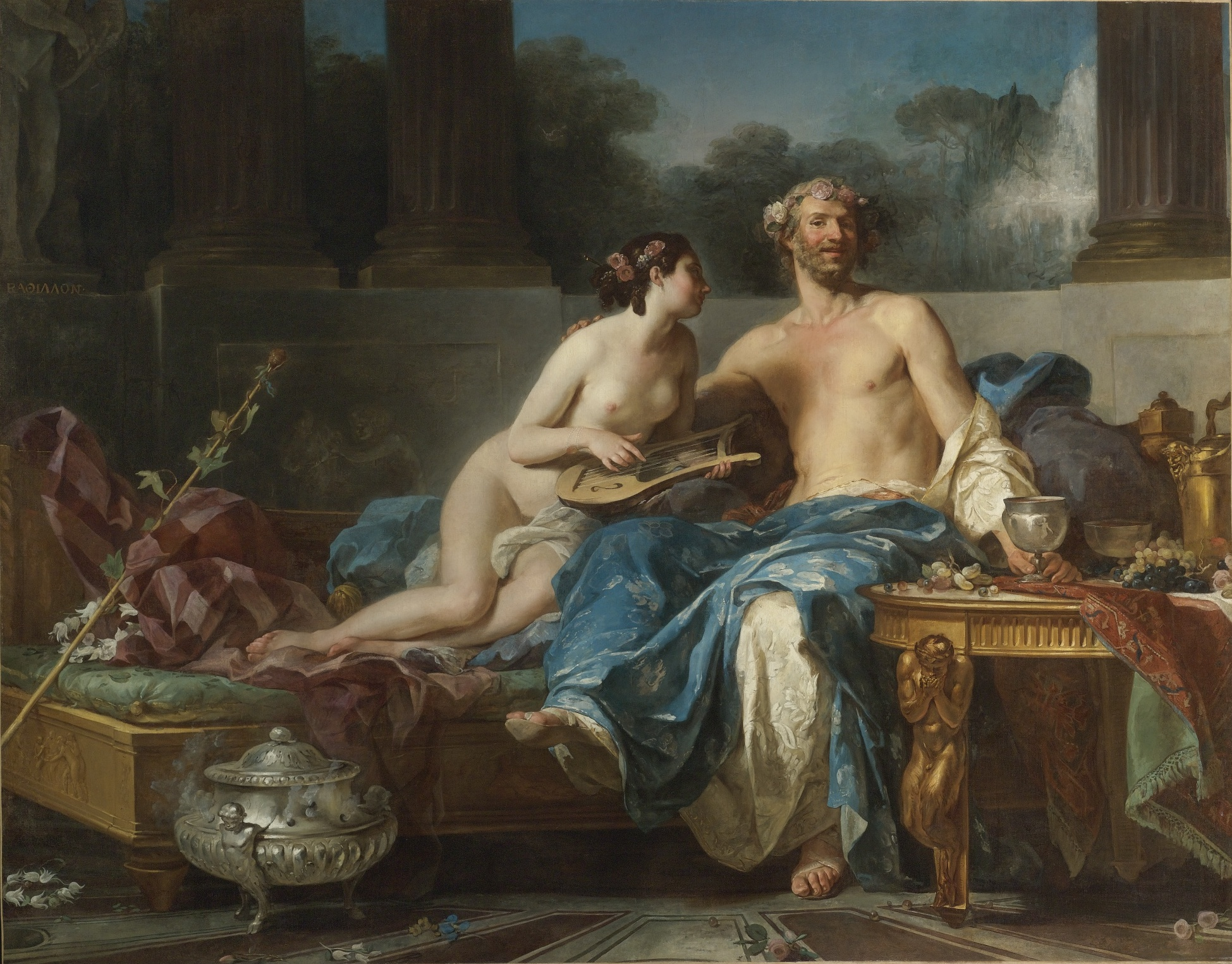
Удовольствия Анакреона. Холст, масло. Частное собрание
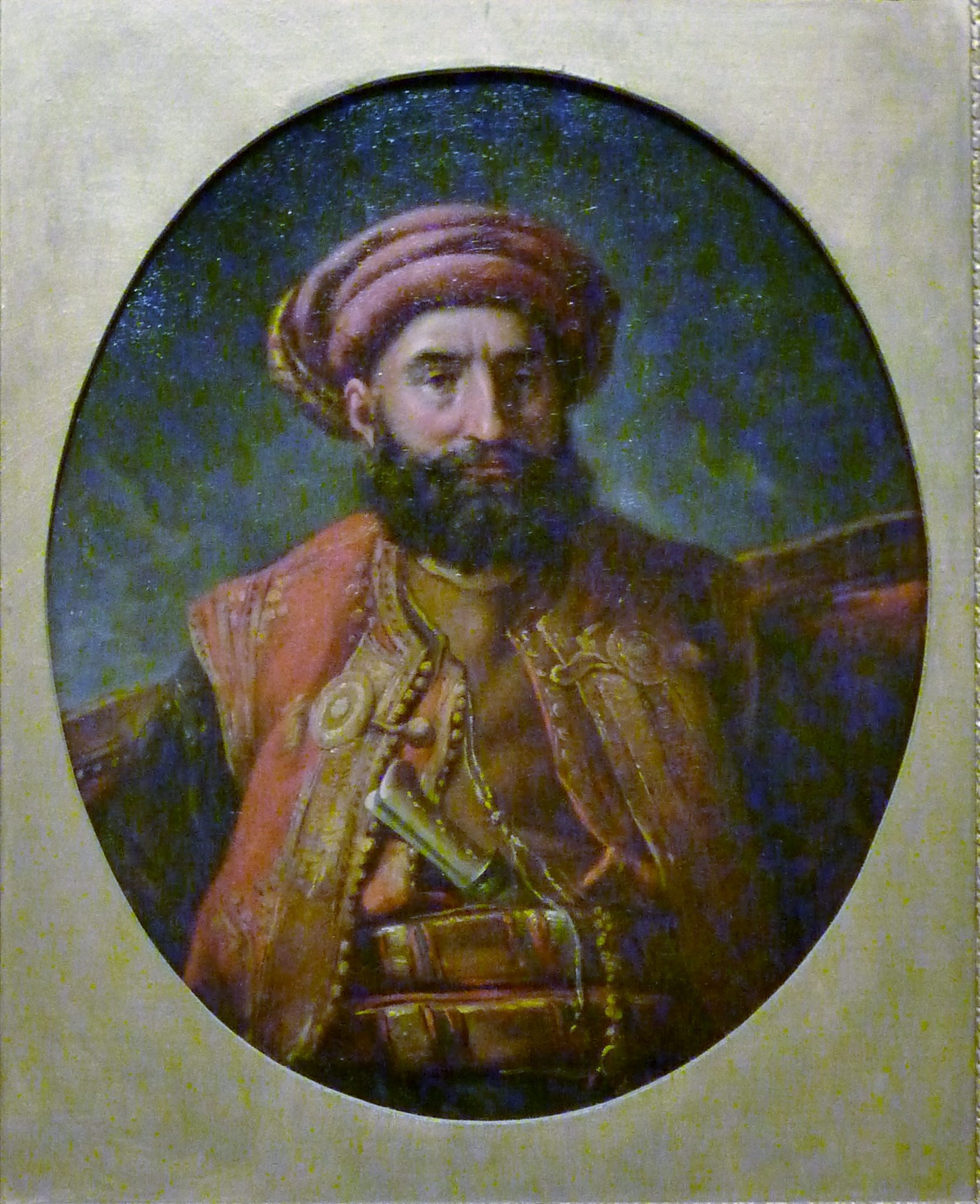
Портрет турецкого посла Сулеймана Аги. 1777. Холст, масло. Музей изящных искусств, Кемпер (Бретань), Франция
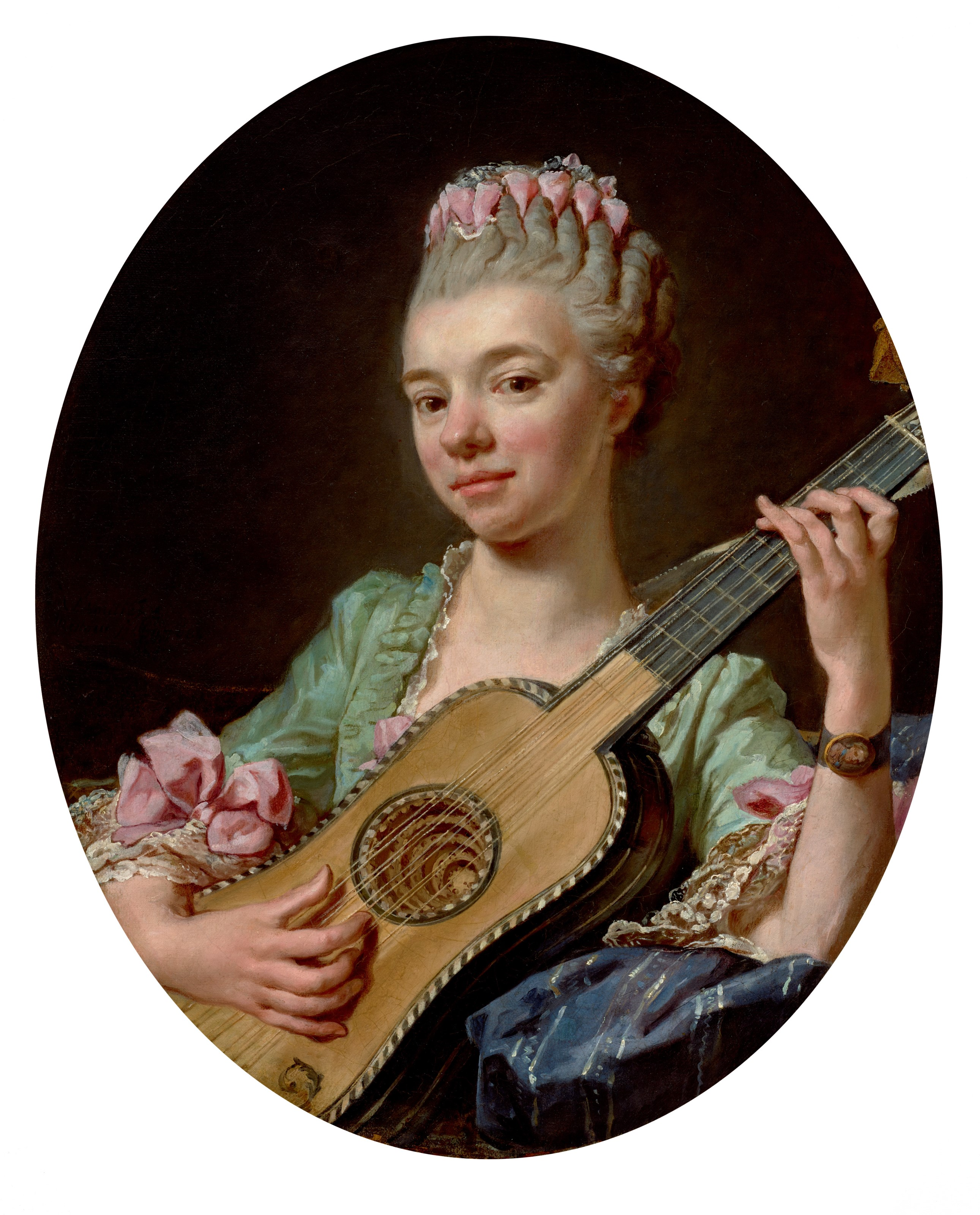
Молодая женщина с гитарой. 1768. Холст, масло. Музей изящных искусств, Хьюстон, США
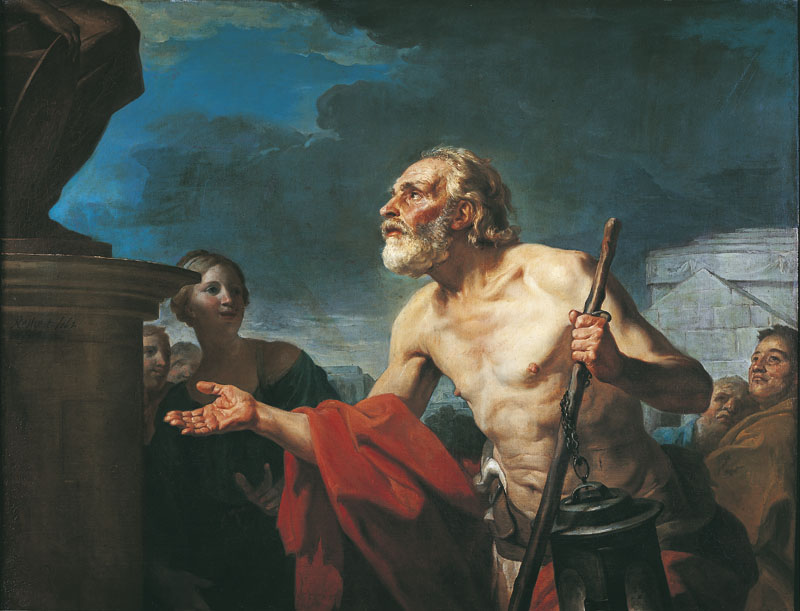
Диоген, просящий милостыню у статуй. 1767. Холст, масло. Музей Августинцев, Тулуза
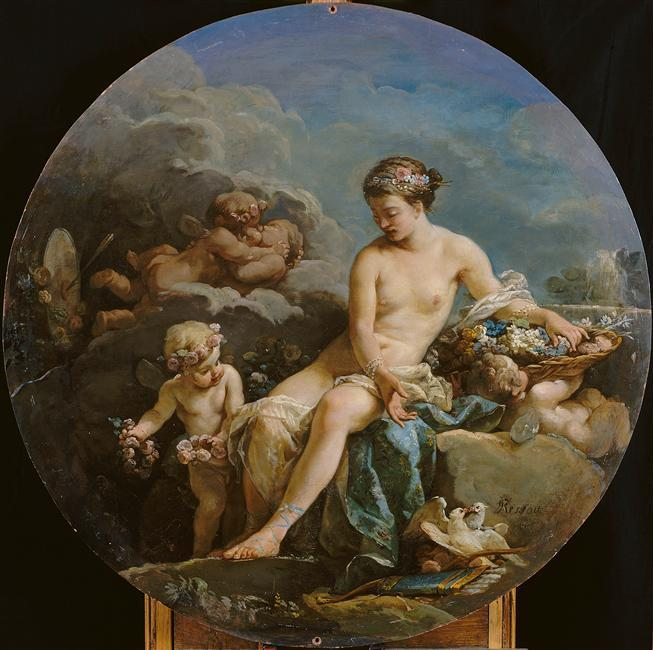
Весна. Аллегория. Частное собрание
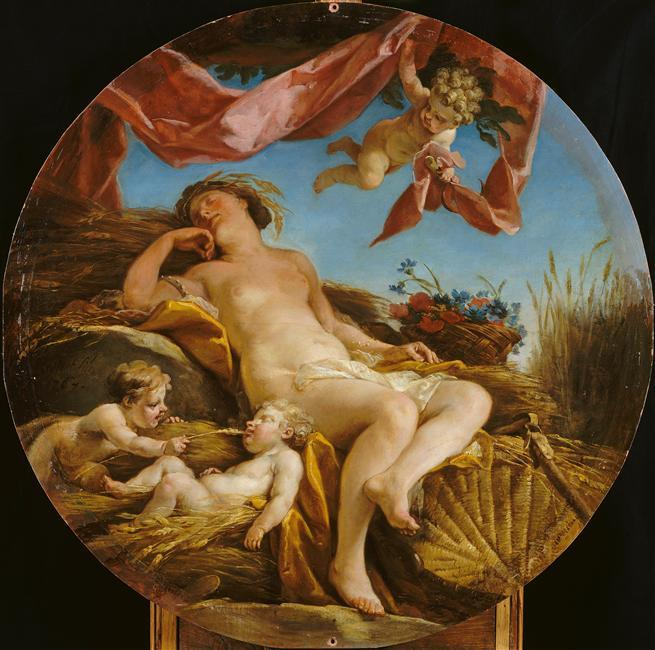
Лето. Аллегория. Частное собрание
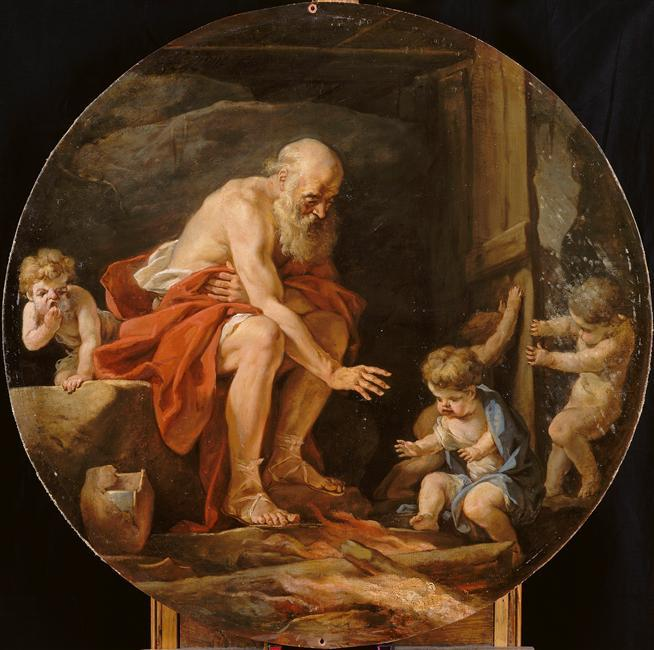
Зима. Аллегория. Частное собрание
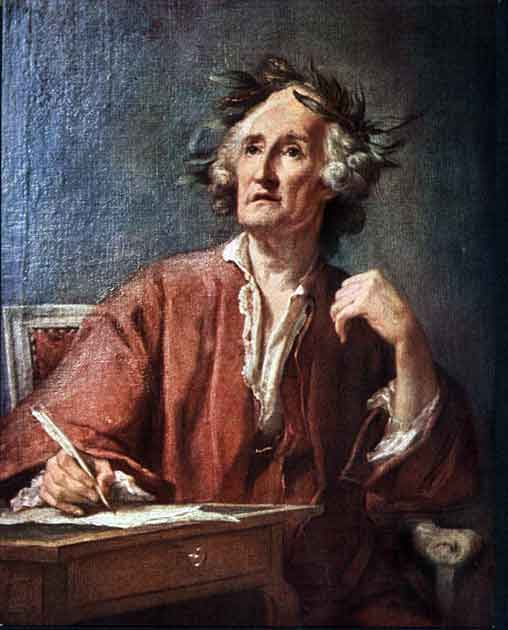
Вдохновлённый поэт. Холст, масло. Музей изящных искусств, Дижон